# Yuhua
Yuhua léase Yi-Juá (en chino:雨花区, pinyin:Yǔhuā qū, lit: lluvia de flores) es un  distrito urbano bajo la administración directa de la ciudad-prefectura de Changsha. Se ubica al este de la provincia de Hunan, sur de la República Popular China. Su área es de 114 km² y su población total para 2016 fue de 764 700 habitantes.

## Administración
El distrito de Yuhua se divide en 13 pueblos que se administran en 12 subdistritos y 1 poblado.